# Związek Młodzieży Komunistycznej Jugosławii

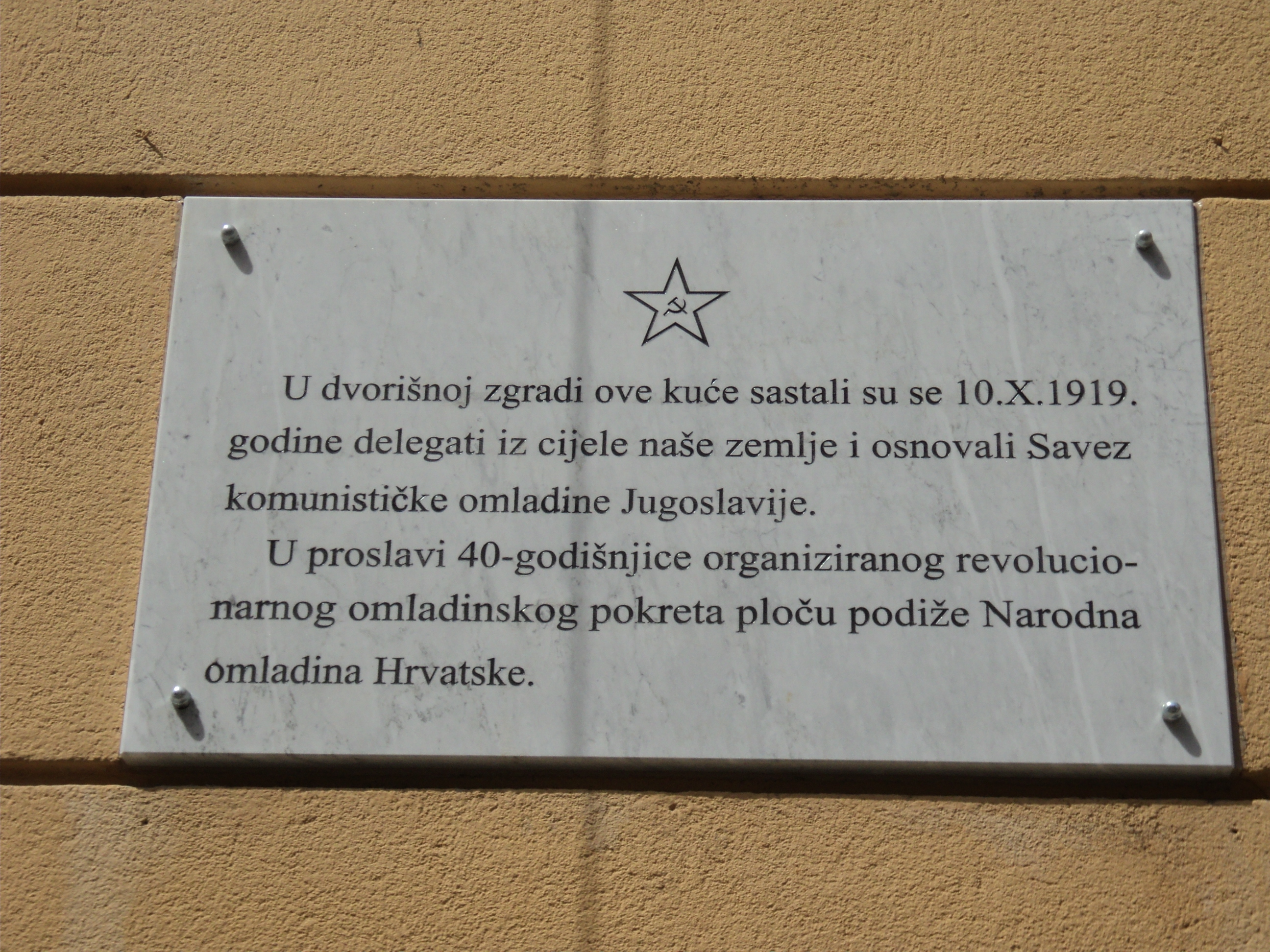
Tablica pamiątkowa w Zagrzebiu w miejscu powstania SKOJ

Związek Młodzieży Komunistycznej Jugosławii (serb.-chorw. Savez komunističke omladine Jugoslavije, SKOJ) – młodzieżówka Komunistycznej Partii Jugosławii. Została utworzona w 1919 roku w Zagrzebiu.
Jej działalność w Królestwie Jugosławii była zakazana. W przededniu inwazji państw Osi na Jugosławię liczyła ok. 30 tysięcy członków. Po utworzeniu w trakcie II wojny światowej antyfaszystowskiej młodzieżówki USAOH, SKOJ stało się jej zbrojnym ramieniem. Formalne zjednoczenie SKOJ i USAOH miało miejsce w 1948 roku.